# Emanuela Luknárová
Emanuela Luknárová (7 de marzo de 2002) es una deportista eslovaca que compite en piragüismo en la modalidad de eslalon. Ganó una medalla de oro en el Campeonato Europeo de Piragüismo en Eslalon de 2022, en la prueba de C1 por equipos.

## Palmarés internacional
| Campeonato Europeo | Campeonato Europeo             | Campeonato Europeo | Campeonato Europeo |
| Año                | Lugar                          | Medalla            | Competición        |
| ------------------ | ------------------------------ | ------------------ | ------------------ |
| 2022               | Liptovský Mikuláš (Eslovaquia) | Medalla de oro     | C1 por equipos     |